# 구명철
구명철(具明哲)은 대한민국의 영화감독이며, 방송 프로듀서(PD)이다. 한남대학교 졸업 후 1978년 11월 TBC 동양방송에 입사 후 47년을 방송연출, 영화감독, 방송프로듀서로 현재 현역으로 활동 중이다. 2000년 12월 공중파 방송을 떠나 시네마픽쳐스 영화사 설립하여 독립영화 [길뜸] [마로니애]등 4편과, 극 영화 [갈잎의 노래]로 각본 영화감독으로 데뷔하였다. 2000년 방송 프로그램 외주제작사 주식회사 비전TV방송뉴스를 설립하여 공중파,종편,케이블 방송 등 프로그램 제작 및 인터넷 신문 비전TV뉴스 대표이사로 있다. 
또한 2016년 중국 용정시 내 비전TV 영상미디어 학부 개설로 학부장으로 있으며. 2020년 11월 충남 예산군 덕산면 소재 내포신협 3층 주식회사 비전TV방송뉴스 스튜디오 설립하여 7080 콘서트 녹화와 인터넷 신문 발행 및 방송뉴스 제작을 하고 있다.  
- 한남대학교 경영학과 학사
- 충남기계공고
- 대전 중앙 중학교
- 대전 유천 초등학교

## 작품
- 2000년 영화 길뜸
- 2001년 영화 마로니애 (독립영화)
- 2003년 영화 엄마의 일기 (영화)
- 2005년 영화 갈잎의 노래 영화)
- 2010년 방송 주부체험
- 2013년 방송 죽은 나무에서 아름다운 음.(다큐)
- 2014년 방송 낚시통 (시사 교양)
- 2015년 방송 라윤경의 주부체험
- 2015년 방송 자력갱생 등 외 (243편 제작 방영)
- 2018년 방송 "라윤경의 낚시톡(시사 교양)
- 2020년 주식회사 비전TV방송뉴스  법인설립
- 2021년 방송 힐링 7080 콘서트 제작

| 소속사   = 주식회사 비전TV 대표이사 / 주식회사 시네마픽쳐스 대표이사 / 비전TV뉴스 대표이사 / 한국방송미디어 회장 / 